# Anablepia elgonensis
Anablepia elgonensis är en insektsart som först beskrevs av Sjöstedt 1933.  Anablepia elgonensis ingår i släktet Anablepia och familjen gräshoppor. Inga underarter finns listade i Catalogue of Life.